# Liga dos Campeões da OFC de 2013–14
A Liga dos Campeões da OFC de 2013–14 foi a 13.ª edição da Liga dos Campeões da OFC. Como campeão, o Auckland City representará a Oceania na Copa do Mundo de Clubes da FIFA de 2014.
O campeão e o vice também tiveram o direito de representar a OFC na Copa dos Presidentes da OFC que também envolve duas equipes da Confederação Asiática de Futebol e mais duas equipes convidadas. A competição foi disputada em novembro de 2014.

## Mudança no formato
Novamente a OFC decidiu mudar o formato da competição.
- A competição consistirá em duas fases: uma fase preliminar e outra fase final.
- Na fase preliminar, como na edição anterior, quatro equipes das associações mais fracas (Samoa Americana, Ilhas Cook, Samoa e Tonga) irão jogar em uma sede única para determinar qual equipe irá se classificar para a fase final. Esta fase será disputada em Pago Pago na Samoa Americana.
- A disputa da fase final recebeu grandes mudanças. Doze equipes irão participar desta fase, que também será disputada em uma sede única. As doze equipes serão distribuídas em três grupos com quatro equipes cada. Esta fase será disputada em Fiji a partir de abril de 2014.
- A OFC decidiu que a final será disputada em partidas de ida e volta, ao invés de apenas uma única partida em um local predeterminado como foi na edição passada.[3]

## Participantes
| Associação                                                             | Time                               | Método de qualificação                                                                      |
| Times que entram na fase de grupos                                     | Times que entram na fase de grupos | Times que entram na fase de grupos                                                          |
| ---------------------------------------------------------------------- | ---------------------------------- | ------------------------------------------------------------------------------------------- |
| Fiji                                                                   | Ba                                 | Campeão - Campeonato Fijiano de Futebol de 2012                                             |
| Fiji                                                                   | Nadi                               | Vice-campeão – Campeonato Fijiano de Futebol de 2012                                        |
| Nova Zelândia                                                          | Waitakere United                   | Campeão - Campeonato Neozelandês de Futebol de 2012–13                                      |
| Nova Zelândia                                                          | Auckland City                      | Vice-campeão - Campeonato Neozelandês de Futebol de 2012–13                                 |
| Tahiti                                                                 | Dragon                             | Campeão - Campeonato Taitiano de Futebol de 2012–13                                         |
| Tahiti                                                                 | Pirae                              | Campeão - Fase regular do Campeonato Taitiano de Futebol de 2012–13                         |
| Vanuatu                                                                | Tafea                              | Campeão - Campeonato Vanuatuano de Futebol de 2013                                          |
| Vanuatu                                                                | Amicale                            | Vice-campeão - Campeonato Vanuatuano de Futebol de 2013                                     |
| Nova Caledônia                                                         | Magenta                            | Campeão - Campeonato Neocaledônio de Futebol de 2012                                        |
| Papua-Nova Guiné                                                       | Hekari United                      | Campeão - Campeonato Papuásio de Futebol de 2012–13                                         |
| Ilhas Salomão                                                          | Solomon Warriors                   | Campeão - Campeonato Salomonense de Futebol de 2012–13                                      |
| Times que entram na fase preliminar (Associações em "desenvolvimento") |                                    |                                                                                             |
| Samoa Americana                                                        | Pago Youth                         | Campeão - Campeonato Nacional de Futebol de Samoa Americana de 2012                         |
| Ilhas Cook                                                             | Tupapa Maraerenga                  | Campeão - Campeonato Nacional de Futebol das Ilhas Cook de 2012                             |
| Samoa                                                                  | Kiwi                               | Terceiro lugar - Campeonato Samoano de Futebol de 2013 (escolhido pela associação nacional) |
| Tonga                                                                  | Lotoha'apai                        | Campeão - Campeonato Tonganês de Futebol de 2013                                            |

## Fase preliminar
A fase preliminar foi disputada em Pago Pago na Samoa Americana em outubro de 2013.
Todas as partidas seguem o fuso horário local (UTC−11)
| Equipe            | Pts | J | V | E | D | GP | GC | SG  |
| ----------------- | --- | - | - | - | - | -- | -- | --- |
| Kiwi              | 9   | 3 | 3 | 0 | 0 | 12 | 3  | +9  |
| Tupapa Maraerenga | 6   | 3 | 2 | 0 | 1 | 14 | 4  | +10 |
| Lotoha'apai       | 0   | 2 | 0 | 0 | 2 | 2  | 7  | –5  |
| Pago Youth        | 0   | 2 | 0 | 0 | 2 | 2  | 16 | –14 |

| 15 de outubro de 2013 | Lotoha'apai | 0 – 3     | Tupapa Maraerenga                  | Pago Park Soccer Stadium, Pago Pago    |
| 12:00                 |             | Relatório | Best 10' · Harmon 83' · Fowler 87' | Público: 900 Árbitro: FIJ Salesh Chand |

| 16 de outubro de 20131 | Kiwi                                         | 5 – 1     | Pago Youth        | Pago Park Soccer Stadium, Pago Pago   |
| 09:00                  | Gaughan 14' (pen), 30', 66' · Cowan 23', 39' | Relatório | Gun-Chul Kang 60' | Público: 700 Árbitro: NZL Matt Conger |

| 17 de outubro de 2013 | Lotoha'apai             | 2 – 4     | Kiwi                                     | Pago Park Soccer Stadium, Pago Pago    |
| 12:00                 | Moala 10' · Uhatahi 15' | Relatório | Mason 12' · Cowan 32', 51' · Gaughan 59' | Público: 800 Árbitro: NZL Isaac Trevis |

| 17 de outubro de 2013 | Pago Youth       | 1 – 11    | Tupapa Maraerenga | Pago Park Soccer Stadium, Pago Pago           |
| 15:00                 | Gun-Chul Kang 1' | Relatório | Paulus 7', 71' (pen) · Best 45+1' · Strickland 51' (pen) · Margetts 55', 60' (pen), 78', 87' · Ruka 85' · Turepu 90' · Harmon 90+3' | Público: 900 Árbitro: NZL Campbell-Kirk Waugh |

| 19 de outubro de 2013 | Pago Youth | Cancelada2 | Lotoha'apai | Pago Park Soccer Stadium, Pago Pago |
| 12:00                 |            |            |             | Árbitro: FIJ Salesh Chand           |

| 19 de outubro de 2013 | Tupapa Maraerenga | 0 – 3     | Kiwi                               | Pago Park Soccer Stadium, Pago Pago     |
| 14:30                 |                   | Relatório | Cowan 22' · Mason 27' · Gaugan 88' | Público: 1 000 Árbitro: NZL Matt Conger |

Notas
- Nota 1: Devido as fortes chuvas em Pago Pago a partida entre Kiwi e Pago Youth foi adiada para o próximo dia as 09:00, horário local.[11]
- Nota 2: A partida entre Pago Youth e Lotoha'apai foi cancelada devido as fortes chuvas em Pago Pago e também pelo fato dos dois times não terem chance de classificação.[12]

## Fase de grupos
A Fase de grupos será disputada em Fiji entre os dias 7 e 15 de abril de 2014 (todos os horários em UTC+12). As cidades sedes serão: Ba e Lautoka.
Os 12 times serão divididos em três grupos de quatro equipes cada, com a restrição de que equipes da mesma associação não poderão ser colocados no mesmo grupo. O sorteio para esta fase foi realizado em 7 de fevereiro de 2014 na sede da OFC em Auckland na Nova Zelândia.
(Todos os horários das partidas em UTC+12)

### Grupo A
| Equipe           | Pts | J | V | E | D | GP | GC | SG  |
| ---------------- | --- | - | - | - | - | -- | -- | --- |
| Pirae            | 9   | 3 | 3 | 0 | 0 | 13 | 2  | +11 |
| Solomon Warriors | 4   | 3 | 1 | 1 | 1 | 10 | 3  | +7  |
| Waitakere United | 4   | 3 | 1 | 1 | 1 | 4  | 4  | 0   |
| Kiwi             | 0   | 3 | 0 | 0 | 3 | 0  | 18 | –18 |

| 9 de abril de 2014 | Kiwi | 0 – 2     | Waitakere United        | Estádio Churchill Park, Lautoka |
| 13:00              |      | Relatório | French 19' · Totori 32' | Árbitro: VAN Nawen Hopken       |

| 9 de abril de 2014 | Solomon Warriors | 1 – 2     | Pirae                  | Estádio Churchill Park, Lautoka |
| 16:00              | Naka 56'         | Relatório | Vahirua 12' · Tepa 26' | Árbitro: FIJ Saleh Chand        |

| 12 de abril de 2014 | Pirae                                                                              | 8 – 0     | Kiwi | Estádio Churchill Park, Lautoka |
| 13:00               | Bennett 5', 6', 22', 90+1' · Vahirua 25' · Li Fung Kuee 37', 45+2' · Dallera 73' · | Relatório |      | Árbitro: NCL Bertrand Billon    |

| 12 de abril de 2014 | Waitakere United | 1 – 1     | Solomon Warriors | Estádio Churchill Park, Lautoka |
| 16:00               | Seda 86'         | Relatório | Naka 45'         | Árbitro: FIJ Saleh Chand        |

| 15 de abril de 2014 | Kiwi | 0 – 8     | Solomon Warriors                                                           | Estádio Churchill Park, Lautoka |
| 13:00               |      | Relatório | Naka 6' · Lea'alafa 8', 20', 26', 89' · Ifunaoa 42' · Donga 59' · Feni 68' | Árbitro: FIJ Ravitesh Behari    |

| 15 de abril de 2014 | Pirae                                      | 3 – 1     | Waitakere United | Estádio Churchill Park, Lautoka |
| 16:00               | Li Fung Kuee 1' · Bennett 17' · Tepa 90+2' | Relatório | Stevens 56'      | Árbitro: NCL Bertrand Billon    |

### Grupo B
| Equipe        | Pts | J | V | E | D | GP | GC | SG  |
| ------------- | --- | - | - | - | - | -- | -- | --- |
| Amicale       | 9   | 3 | 3 | 0 | 0 | 8  | 0  | +8  |
| Auckland City | 6   | 3 | 2 | 0 | 1 | 6  | 1  | +5  |
| Dragon        | 3   | 3 | 1 | 0 | 2 | 5  | 4  | +1  |
| Nadi          | 0   | 3 | 0 | 0 | 3 | 0  | 14 | –14 |

| 8 de abril de 2014 | Amicale    | 1 – 0     | Dragon | Estádio Churchill Park, Lautoka |
| 13:00              | Sakama 19' | Relatório |        | Árbitro: SOL Gerald Oiaka       |

| 8 de abril de 2014 | Auckland City                                  | 3 – 0     | Nadi | Estádio Churchill Park, Lautoka |
| 16:00              | João Moreira 12' · Kim Dae-Wook 23' · Tade 40' | Relatório |      | Árbitro: NCL Bertrand Billon    |

| 11 de abril de 2014 | Dragon | 0 – 3     | Auckland City                                  | Estádio Churchill Park, Lautoka |
| 13:00               |        | Relatório | Kim Dae-Wook 14' · Tade 48' · João Moreira 59' | Árbitro: VAN Nawen Hopken       |

| 11 de abril de 2014 | Nadi | 0 – 6     | Amicale                                                  | Estádio Churchill Park, Lautoka |
| 16:00               |      | Relatório | Đorđević 59' · Vasilić 73', 89', 90+3' · Tangis 85', 90' | Árbitro: TAH Norbert Hauata     |

| 14 de abril de 2014 | Nadi | 0 – 5     | Dragon                                                                       | Estádio Churchill Park, Lautoka |
| 13:00               |      | Relatório | A. Tehau 33' · T. Tehau 62' · Chong Hue 69' · Tetauira 75' · Vero 84' (pen.) | Árbitro: NZL Matt Conger        |

| 14 de abril de 2014 | Amicale    | 1 – 0     | Auckland City | Estádio Churchill Park, Lautoka |
| 16:00               | Fred 45+1' | Relatório |               | Árbitro: TAH Norbert Hauata     |

### Grupo C
| Equipe        | Pts | J | V | E | D | GP | GC | SG |
| ------------- | --- | - | - | - | - | -- | -- | -- |
| Ba            | 7   | 3 | 2 | 1 | 0 | 7  | 1  | +6 |
| Magenta       | 4   | 3 | 1 | 1 | 1 | 5  | 5  | 0  |
| Tafea         | 3   | 3 | 1 | 0 | 2 | 4  | 8  | –4 |
| Hekari United | 2   | 3 | 0 | 2 | 1 | 4  | 6  | –2 |

| 7 de abril de 2014 | Tafea                                 | 3 – 1     | Hekari United     | Govind Park, Ba          |
| 13:00              | Damalip 9' · Tanito 29' · Mansale 81' | Relatório | Tanito 41' (pen.) | Árbitro: NZL Matt Conger |

| 7 de abril de 2014 | Magenta | 0 – 2     | Ba                            | Govind Park, Ba             |
| 16:00              |         | Relatório | Vakatalesau 19' · Zahid 90+1' | Árbitro: TAH Norbert Hauata |

| 10 de abril de 2014 | Ba                                       | 4 – 0     | Tafea | Govind Park, Ba          |
| 13:00               | Dunadamu 48', 51' · Rao 83' · Nakama 90' | Relatório |       | Árbitro: NZL Matt Conger |

| 10 de abril de 2014 | Hekari United             | 2 – 2     | Magenta              | Govind Park, Ba           |
| 16:00               | Dabingyaba 51' · Muri 65' | Relatório | Kaï 62' · Wajoka 71' | Árbitro: SOL Gerald Oiaka |

| 13 de abril de 2014 | Tafea           | 1 – 3     | Magenta                              | Govind Park, Ba           |
| 13:00               | Kalo 63' (pen.) | Relatório | Nicholls 31' · Kaï 45' · Gnipate 81' | Árbitro: SOL Gerald Oiaka |

| 13 de abril de 2014 | Ba         | 1 – 1     | Hekari United | Govind Park, Ba           |
| 16:00               | Suwamy 66' | Relatório | Tanito 37'    | Árbitro: VAN Nawen Hopken |

### Melhor segundo lugar classificado
| Equipe           | P | J | V | E | D | GP | GC | SG | Grupo |
| ---------------- | - | - | - | - | - | -- | -- | -- | ----- |
| Auckland City    | 6 | 3 | 2 | 0 | 1 | 6  | 1  | +5 | B     |
| Solomon Warriors | 4 | 3 | 1 | 1 | 1 | 10 | 3  | +7 | A     |
| Magenta          | 4 | 3 | 1 | 1 | 1 | 5  | 5  | 0  | C     |

## Semifinais

### Partidas de ida
| 26 de abril de 2014 | Auckland City                      | 3 – 0     | Pirae | Kiwitea Street, Auckland  |
| 14:00 (UTC+12)      | Tade 36', 90+3' · João Moreira 68' | Relatório |       | Árbitro: VAN Bruce George |

| 27 de abril de 2014 | Ba         | 1 – 2     | Amicale               | Govind Park, Ba            |
| 13:00 (UTC+12)      | Suwamy 11' | Relatório | Fred 59' · Tangis 60' | Árbitro: TAH Kader Zitouni |

### Partidas de volta
| 3 de maio de 2014 | Amicale | 0 – 0     | Ba | Estádio Municipal, Port Vila |
| 14:30 (UTC+11)    |         | Relatório |    | Árbitro: SOL George Time     |

Amicale venceu por 2–1 no placar agregado e avançou a final.
| 3 de maio de 2014 | Pirae                 | 2 – 1     | Auckland City    | Stade Pater Te Hono Nui, Pirae       |
| 20:45 (UTC−10)    | Tepa 4' · Bennett 40' | Relatório | João Moreira 45' | Árbitro: NCL Isidore Assiene-Ambassa |

Auckland City venceu por 4–2 no placar agregado e avançou a final.

## Final

### Partida de ida
| 10 de maio de 2014 | Amicale  | 1 – 1     | Auckland City | Estádio Municipal, Port Vila |
| 14:00 (UTC+11)     | Fred 75' | Relatório | Tade 29'      | Árbitro: TAH Kader Zitouni   |

### Partida de volta
| 18 de maio de 2014 | Auckland City           | 2 – 1     | Amicale      | Kiwitea Street, Auckland    |
| 14:00 (UTC+12)     | De Vries 67' · Tade 87' | Relatório | Tangis 45+1' | Árbitro: TAH Norbert Hauata |

Auckland City venceu por 3–2 no placar agregado.

## Premiação
| Liga dos Campeões da OFC de 2013–14 |
| Nova Zelândia                       |
| ----------------------------------- |
| Auckland City Campeão (6.º título)  |